# NGC 123
NGC 123은 고래자리 방향에 있는 천체이다. NGC 122와 더불어 불명이다.